# Đồng(I) sulfat
Đồng(I) sunfat là một hợp chất vô cơ với công thức hóa học Cu2SO4 và có khối lượng mol là 223,1556 g/mol. Nó là một hợp chất không ổn định vì oxit-axit nói chung là không ổn định và thường thấy trong trạng thái CuSO4. Nó có màu lam nhạt ở nhiệt độ phòng và hòa tan trong nước. Do tính ổn định thấp của hợp chất nên hiện nay nó không có nhiều ứng dụng cho đến nay.

## Điều chế
Đồng(I) sunfat khan có thể được điều chế ở độ tinh khiết khoảng 75% do hoạt động của đimetyl sunfat trên đồng(I) oxit theo phương trình:
{\displaystyle {\ce {Cu2O + (CH3O)2SO2 -> Cu2SO4 + (CH3)2O}}}
Chất này khá ổn định trong không khí khô ở nhiệt độ phòng nhưng phân hủy nhanh chóng khi có sự ẩm ướt hoặc khi đun nóng. Do sự không ổn định của chất, chất bắt đầu phân hủy khi đun nóng theo phương trình:
{\displaystyle {\ce {Cu2SO4 ->[{\ce {H2O}}] Cu + CuSO4}}}
Ở nhiệt độ khoảng 300 ℃, không có Cu2SO4 nào tồn tại vì cấu trúc không ổn định.
Nó cũng có thể được điều chế bằng cách cho đồng(II) sunfat với một tác nhân khử như dung dịch natri bisunfit hoặc natri thiosunfat để khử Cu2+ thành Cu+. Điều này rõ ràng là dễ nhận thấy vì CuSO4 màu xanh sẽ bắt đầu trở nên không màu khi ion cuprơ được hình thành.

## Cấu trúc
Cu2SO4 kết tinh trong nhóm không gian ảo Fddd với các hằng số mạng a = 474,8, b = 1396, và c = 1086 pm, Z = 8, Dx = 4,12 g.cm⁻³. Cấu trúc được hình thành bởi xu hướng Cu(I) tạo thành hai liên kết collinear sp với các nguyên tử oxy tạo nên các liên kết O–Cu–O với độ dài liên kết O–Cu khoảng 196 pm. Do tính chất liên kết của kim loại Cu(I) cấu trúc được chế tạo từ các lớp của thành phần Cu2SO4. Do sự mất chỉ có một điện tử và tính chất liên kết của đồng(I) nên cấu trúc được hình thành từ bốn nguyên tử oxy của mỗi nhóm sunfat liên kết với bốn nhóm sunfat khác của cùng một lớp thông qua cầu nối O–Cu–O đối xứng. Cấu trúc của Cu2SO4 được xây dựng như một hệ quả của sự hình thành các cây cầu hydro O–H–O không đối xứng. Do tính chất không ổn định của nó rất khó để có được một cấu trúc 3D chính xác, nhưng cấu trúc này lần đầu tiên được nghiên cứu thành công vào năm 1987 bởi Berthold, Born, và Wartchow.

## Ứng dụng
Đồng(I) sunfat hiện nay vẫn chưa được sử dụng phổ biến do các vấn đề về tính ổn định. Tuy nhiên, đồng(II) sunfat phổ biến hơn, nó có nhiều ứng dụng hiện nay từ sản xuất thuốc diệt nấm và thuốc trừ sâu, kích thích tăng trưởng trong nông nghiệp, khử trùng đất, khử trùng, chất bảo quản, khử trùng, dược phẩm, phòng bệnh, bảo vệ khuôn mẫu, làm sạch khí và màu, dệt may, y tế công cộng và y học, nông nghiệp, và hóa học.

## Hợp chất khác
Cu2SO4 còn tạo một số hợp chất với NH3, như Cu2SO4·4NH3 khan là chất rắn màu trắng, monohydrat của nó là tinh thể không màu.
Cu2SO4 còn tạo một số hợp chất với CS(NH2)2, như Cu2SO4·6CS(NH2)2·H2O là tinh thể không màu, ký hiệu Pearson aP64,2, các hằng số a = 1,1079 nm, b = 1,1262 nm, c = 1,2195 nm, α = 64,843°, β = 76,119°, γ = 66,059°, D = 1,85 g/cm³.